# Aethria hampsoni
Aethria hampsoni är en fjärilsart som beskrevs av Paul Dognin 1902. Aethria hampsoni ingår i släktet Aethria och familjen björnspinnare. Inga underarter finns listade i Catalogue of Life.